# Terras do Desembargador
As Terras do Desembargador foram um espaço desportivo fundamental para a evolução do futebol em Lisboa e em Portugal. Foi neste espaço que o Sport Lisboa e Benfica iniciou as suas actividades com ainda o nome de Sport Lisboa.
Até cerca de 1900, o local preferido para a prática dos jogos de futebol em Lisboa era a actual praça de Touros no Campo Pequeno, com o passar dos anos este local foi alterado para as Terras dos Desembargador em Belém, bem junto ao Convento das Freiras. Os jogos realizados não tinham muito de oficial, não existia qualquer calendário e os jogos não eram marcados, estes eram anunciados na imprensa de Lisboa na expectativa de que os habitantes da zona comparecessem no campo para verem jogar futebol, uma modalidade ainda a crescer na altura.
Foi neste campo que o Sport Lisboa iniciou as suas actividades, sendo que o primeiro jogo realizado por este clube nas Terras do Desembargador foi com o Grupo de Campo de Ourique em 1 de Janeiro de 1905 com o resultado de 1-0 favorável à equipa do SL Benfica.
O campo garantia apenas as condições mínimas para a prática desportiva e como eram terrenos públicos os seus variados usos pioravam ainda mais as condições do local. Os diferentes grupos futebolísticos que usavam este campo iam procurado novos locais para a prática do futebol.
Este campo actualmente pertence ao Quartel das Oficinas Gerais de Material de Engenharia.
O Sport Lisboa no campo das Terras do Desembargador realizou 6 jogos, tendo 5 vitórias, marcando ao todo 13 golos e sofrendo 2.